# 平民
平民（へいみん、英語: commoner）は、官位や爵位を持たない普通（一般）の人民、市民のこと。
貴族と対比されることが多い。

## 近代日本
日本では、1869年（明治2年）に、公家・大名家等は華族、士分の地位を持っていた武士は士族、足軽等の下級武士が卒族とされた後、一般国民に「平民」という法令用語が使われるようになった。そして、1872年（明治5年）5月の太政官布告第29号で卒族が廃止され、1875年（明治8年）3月布告第44号に「人民署名肩書ハ何（府県）華族、士族、平民ト記載可致此旨布告候事」とされるなどし、「平民」が華族・士族と対置される族称となった。四民平等と秩禄処分によって身分制の再編が行われた時の日本全国総人口に占める割合は93.41%、3110万6514人が平民である。
華族や士族の家に生まれた者も、家を継がず分家して一戸を創設する際には、生家の族称から離れて、原則として平民の族称を享けることとなった（平民宰相といわれた原敬がこの例で、盛岡藩家老の息子だったが平民となった）。華族の分家には特旨により特に華族に列せられる例や、家を継がない華族の子には他華族家の養子となる例も見られた（これらの場合を除けば、大名華族の息子が分家した場合でも士族ではなく平民となった）。士族が分家したときもその称を失い、平民となった（明治7年布告第73号）。
士族、平民の称は、両者はただその家系をしめす名称の別にとどまり、なんら法律上の特権などはなかった。華族は公法上は国家から特別待遇が与えられたが、華族令等華族の関連法制で定められた規定以外は士族、平民と同様の扱いを受けた。
なお、1875年（明治8年）3月布告第44号には「人民署名肩書ハ何（府県）華族、士族、平民ト記載可致此旨布告候事」とあるが、旧戸籍簿には華族、士族は族称として明示するが、平民の称はこれを記載しなかった（旧戸籍法第18条）。
以後、制度的な変化はないまま継続されたが、1938年（昭和13年）6月13日をもって戸籍面から「平民」が抹消され、1947年（昭和22年）5月3日、法の下の平等を定めた日本国憲法第14条の規定に基づき華族・士族・平民の族称は廃止された。

## 西洋

### フランス
アンシャン・レジームにおいては第一身分の聖職者、第二身分の貴族に次いだ身分として、第三身分と呼ばれた。

### イギリス
イギリスでは、法律上、国王と貴族（ピアー、peer）以外の者を平民（コモナー、commoner）と呼ぶ。
ここでいう貴族とは、爵位 (peerage) を持つ者の意味であり、以下のような者は平民である。
- 儀礼称号を持つだけの者は貴族ではなく平民である。つまり、本人が爵位を持たなければ、単に爵位を持つ者の家族というだけで貴族ではなく平民である。
- 聯合王国には、旧大日本帝國の『族籍』のような法的社会身分制度は存在しないので、そもそも、法的な身分である『貴族』なる人々は存在せず、法的に存在するのは『Peerage 爵位』を有する『Peer 有爵者』とその女性の配偶者のみである。されど、法的身分は『平民 ＝ 一般人』なれど、俗称であるところの『Aristocrat 貴族』は爵位を有さない有爵者の子供達に当てられる。また、House of Lords Act 1999 にて『有爵者の院』の世襲議員席を喪失した人々、例えば、デヴォンシャー公爵 Duke of Devonshire、 の Duke は 現在では『Peerage ＝ 爵位』では無く、単なる『Title ＝ 称号』となり、ゆえにこの『Duke』を『公爵』と、それが、あたかも、爵位であるかのごとくに日本語に訳するのは不適当であり、ゆえに、単に『デヴォンシャー公』と訳するのが適切と成り得る。聯合王國内にて『House of Commons 平民院』の議員に立候補資格を有する人々は、2000年後のデヴォンシャー公のように、法的身分は『平民』、である人々にも可能であり、されど、一般的には、Their Graces the Duke and the Duchess of Devonshire デヴォンシャー公邸下夫妻は『Aristocrats ＝ 貴族』の他、何者でもないのが実情。 英語を含み欧州のほとんどの言語には『Duke』や『Viscount』などの女性の伴侶には『公爵夫人』、『子爵夫人』などの『夫人号』に相当する呼称は付属されず、それらの名称の女性形、例えば『Duke の女性形は Duchess』、『Viscount の女性形は Viscountess』などとなるので、この場合は『有爵者 或いは 称号保有者の妻』という意味でだけではなく女性本人がそれらの爵位、または、称号を保持している場合も存在する。このように、当然ながら、中華文化圏にその基を成するところの日本語の『爵位』の観念[要出典]と聯合王國やその他の欧州諸國の『爵位』や『貴族的称号』の観念には相違がある。
- 男爵より下の、準男爵、ナイトなどの称号は爵位とはみなされないため、これらの称号を持つ者は貴族ではなく平民である。
- イギリス王室男子は結婚式当日に称号を与えられる慣例となっており、結婚前のウィリアム王子のように、王族であっても爵位がない状態であれば平民である[4]。とは言え、プリンス・マイケル・ケントやプリンセス・マイケル・ケントなどの称号無き人々も『HRH 王室の殿下』の敬称を有し、英語で言うところの『Diplomatic immunity』を有するので、厳密な意味での『平民』に該当しないのが聯合王國内外にての法的実情。されど、プリンス＆プリンセス・マイケル・ケントの子息、ロード・フレデリック・ウィンザーとプリンス＆プリンセス・マイケル・ケントの息女、レイディ・ガブリエラ・キングストン（旧姓 ウィンザー）の社会的身上は『平民』＝『一般人』である。また、『ケンブリッジ公』、『エディンバラ公』などの称号は一般的な『Peerage＝爵位』では無くクラウンにのみ属する『称号』であり、ローヤル・ファミリー以外の人々には、決して、授与されぬものであるので、有爵者の院であるところの『貴族院』議員となるための資格では無い。

### 古代ローマ
共和政ローマでは、貴族（パトリキ、patrici）以外の市民を平民（プレブス、plebs）と呼んだ。なお、奴隷は平民には含まれない。